# Castillo de San Miguel
Castillo de San Miguel är ett slott i Spanien.   Det ligger i provinsen Provincia de Granada och regionen Andalusien, i den södra delen av landet, 400 km söder om huvudstaden Madrid. Castillo de San Miguel ligger 32 meter över havet.
Terrängen runt Castillo de San Miguel är kuperad. Havet är nära Castillo de San Miguel söderut.  Närmaste större samhälle är Almuñécar, 0,37 km norr om Castillo de San Miguel. 